# Decomia
Decomia is een geslacht van wantsen uit de familie van de Miridae (Blindwantsen). Het geslacht werd voor het eerst wetenschappelijk beschreven door Bertil Robert Poppius in 1915.

## Soorten
Het genus bevat de volgende soorten:

- Decomia anthophila Yasunaga & Duwal, 2015
- Decomia appendix Schuh, 1984
- Decomia bhaktapurana Duwal, Yasunaga & Lee, 2010
- Decomia brincki Schuh, 1984
- Decomia cephalotes Poppius, 1915
- Decomia chiangdaoensis Schuh, 1984
- Decomia colae (China, 1927)
- Decomia dialeptos Schuh, 1984
- Decomia fuscoscutellata Schuh, 1984
- Decomia gomphocoxa Schuh, 1984
- Decomia gressitti Schuh, 1984
- Decomia indochinensis Schuh, 1984
- Decomia ishikawai Yasunaga, Duwal & Lee
- Decomia kalabakanensis Schuh, 1984
- Decomia maai Schuh, 1984
- Decomia magna Schuh, 1984
- Decomia malayensis Schuh, 1984
- Decomia microgonoporos Schuh, 1984
- Decomia minuscula Schuh, 1984
- Decomia nigrissima Yasunaga, 2010
- Decomia nigroalba Schuh, 1984
- Decomia notata Schuh, 1984
- Decomia okutoshii Yasunaga, 1999
- Decomia panayensis Yasunaga, 2010
- Decomia papuensis Schuh, 1984
- Decomia parva Schuh, 1984
- Decomia pedunculata Schuh, 1984
- Decomia pendleburyi Schuh, 1984
- Decomia perparvula Schuh, 1984
- Decomia pisina Schuh, 1984
- Decomia samoanus (Knight, 1935)
- Decomia schuhi Yasunaga, 2010
- Decomia srilankensis Schuh, 1984
- Decomia sumatrana Schuh, 1984
- Decomia taksini Yasunaga, 2010
- Decomia tenompokensis Schuh, 1984
- Decomia terminalis Schuh, 1984
- Decomia torrevillasi Schuh, 1984
- Decomia tytthos Schuh, 1984
- Decomia vergrandis Schuh, 1984